# Блуд (мифология)

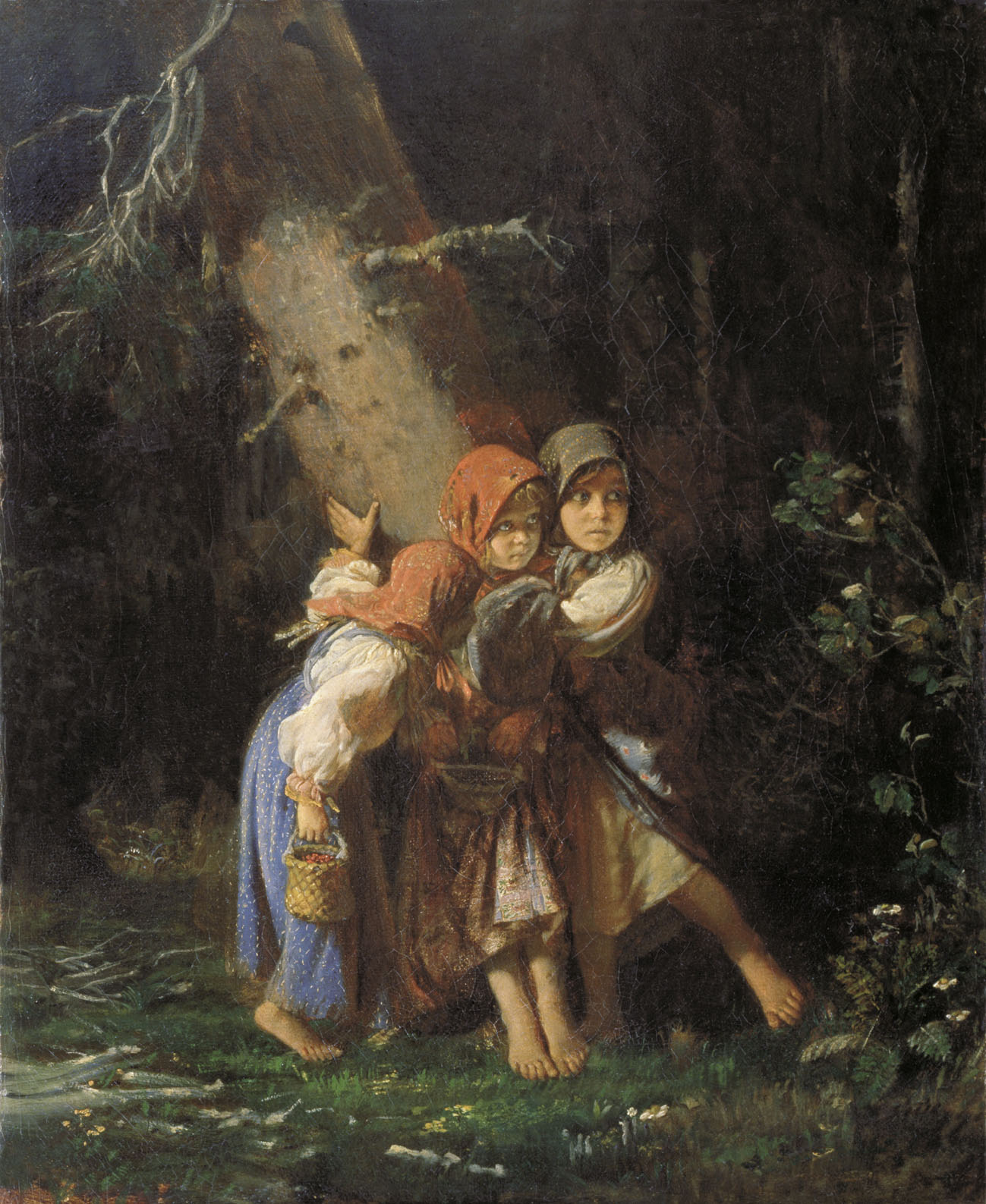
Алексей Корзухин. Крестьянские девочки в лесу. 1878 год

Блуд (укр. блуд, пол. błąd, błęd) — персонаж украинской, а также русской и польской мифологии, нечистая сила, которая сбивает с дороги. Схожие образы существуют и у других славян. Часто блуд представлялся как нечто невидимое и неперсонифицированное, но при этом реальное, однако иногда мог представать в образе животного или человека.
Согласно быличкам, оказавшийся под воздействием блуда человек не способен сориентироваться на местности, на которой он оказался, и может долго блуждать, ходя кругами, иногда даже в небольшом пространстве. Перед ним как будто возникают непреодолимые преграды, или ему просто становится нехорошо, и он теряет все ориентиры. Блуд водит человека, пока тот не окажется в каком-нибудь труднопроходимом месте. В некоторых случаях заблудившийся может погибнуть.
Считалось, что можно заблудиться как ночью, так и днём. Встречались представления о местах, в которых часто «водит» нечистая сила. В ряде случаев народ объяснял действие блуда сознательным или неосознанным нарушением запретов, правил поведения в природном пространстве. Существовал ряд ритуалов, которые выполнялись, чтобы не заблудиться или выйти на нужный путь, если уже сбился с дороги.

## Названия и распространение мифа
Блуд как самостоятельный персонаж, нечистая сила, которая сбивает с дороги:20, характерен прежде всего для украинской мифологии. Словом «блуд» в украинских мифологических текстах называют ненормальное психическое состояние человека, когда он не узнаёт знакомую ему местность и не может определить требуемое направление движения; его бесцельные и хаотические движения в таком состоянии; и неведомую демоническую силу, которая вызывает такое состояние:24. Можно говорить о том, что блуд как персонаж мифологии — это олицетворение потери ориентации на местности:20. Народные верования о блуде, несмотря на довольно обильный материал:21, остаются одними из наименее исследованных в украинской демонологии:20. Представления о блуде и блуждании (укр. блукання), вызванном сверхъестественными силами, распространены по всей территории Украины и сегодня, однако имеются различия традиционных и современных представлений:21.
Схожие образы существуют и у других славян:24. У русских мифоним «блуд» обозначает духа, заставляющего плутать в лесу, а иногда также в поле и дома, и соотносится с лешим, хотя может рассматриваться и самостоятельно. У поляков представления о сбивающем с дороги в поле и лесу демоне блуде, способном принимать образ птички, встречались преимущественно на востоке Малой Польши. Персонаж (нечто, что заставляет блуждать) зафиксирован и в Моравии. Само слово «блуд» — общеславянское и в большинстве славянских языков означает «ошибка, заблуждение, блуждание». Иларион (Огиенко), исходя из наименования, предполагал связь блуда с восточнославянским божеством Переплутом, что, впрочем, вызывает возражения.
Другие названия персонажа: украинские — блудник:23, облуд, облуда, ман, мана, обійник; русские — блудь, води́ло, во́дка, уво́дна, мани́ло; польские — bełt, błąd, błęd:107, błądzeń, błądzón, błędnik, błud, błudón, obłęd, zwodziciel. Про заблудившегося говорили, что его водит:23, заводит, блудит, хапает:23, берёт, тягает, не пускает, манит, на него нападает, к нему чіпляється:23 нечистая сила неопределённого или самого разнообразного вида, он ходит блудом, в блуд пошёл.
В восточнославянской мифологии также способны сбивать с дороги черти, лешие:22, болотники:22, лесные и болотные люди, заложные покойники:22, русалки:22, полуночницы, полудницы, блуждающие огни:22, ведьмы:22, Дед Кострубатый:22. У западных славян с дороги сбивают лесные и болотные духи, дивьи люди, русалки, богинки, мамуны:162-163, блуждающие огни:169. Иногда указывается, что они принуждают блуждать за обиды, нанесённые им при жизни. У южных славян мотив блуждания встречается реже; у сербов могли водить осења, омаја, сотона, прикојаса, олалија; у хорватов — smetenjak, osjena. Многие из этих существ способны принимать облик различных людей, часто выступающих попутчиками, и животных.

## Внешний облик
Блуд — это поливариантный и полиморфный персонаж:20. Он может восприниматься, например, на Гуцульщине:23 и в Полесье, как нечто, лишённое чётких внешних признаков и не имеющее ни человеческого, ни животного вида, — что-то невидимое, страшное, аморфное, неперсонифицированное, но тем не менее реальное:21. Возможно, что такой неопределённый образ является более древним, чем антропоморфные и зооморфные образы:23; хотя возможно и обратное допущение, предполагающее редукцию сложного образа до олицетворения отдельной функции. Есть легенда, что блуд — это демон, скинутый с неба, но не успевший долететь до земли и зависший в воздухе.
В то же время в ряде историй блуд появляется в виде животных (козы, пса, кошки, птиц), человека любого пола, сословия и возраста, иногда карлика, предмета (копны сена), света. Часто блуд описывался в виде птицы (так называемый дури́птах, дури́потя), улетающей всё дальше и заманивающей за собой человека: эта птица бывает как будто слабая, не способная лететь и лишь убегающая от преследователя, но когда человек уже хочет схватить её и заносит над ней руку, она тут же вспархивает и отлетает на несколько шагов, где вновь садится и ждёт; человек бежит за ней дальше, и она так ведёт его за собой, пока он вовсе не собьётся с дороги. Может блуд появляться и в виде свечения — мигает на одном месте, а когда человек подходит, то переносится на другое место. Когда идут два товарища, блуд может имитировать голос одного из них и сбивать таким образом с пути второго; тот же, чей голос имитируется, при этом как будто окаменевает и лишается сил. Однако, как правило, блуд не имеет звуковых проявлений.

## Воздействие на человека

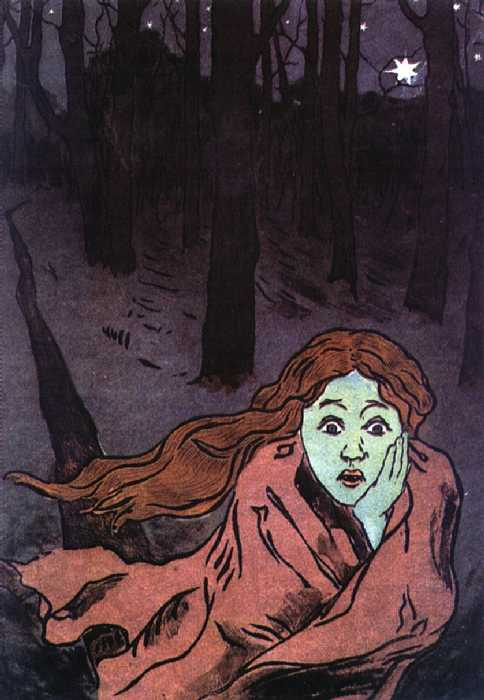
Мария Якунчикова. Страх. 1895 год

Народ верил, что в основном не сам человек теряет дорогу, а его водит нечистая сила. Оказавшийся под воздействием блуда человек не способен сориентироваться на местности, на которой он оказался, и может долго блуждать иногда даже в небольшом пространстве, причём как в «чужом», так и в «своём» и хорошо знакомом:24, например, на пастбище, вокруг скирды, в селе или около него:24, вокруг бузины, на огороде, в доме:24 и даже на печи:24. Перед ним как будто возникают из ниоткуда леса:25, горы, реки, стены. В других сюжетах блуд показывает человеку сразу несколько дорог, так что тот не может понять, куда ему идти. В иных случаях, по определению одного из рассказчиков, «в голове делается нехорошо», как при помрачении рассудка:22, внезапно теряются все ориентиры:24, и человек не понимает, как попал в это место и как ему теперь выйти на дорогу:22. Человек ходит вокруг того места, которое ему нужно, но попасть туда не может. При этом жертва блуда часто ощущает головокружение, панический страх и отчаяние:26.
Согласно народным представлениям, блуд водит человека до изнеможения, издеваясь над ним. Он может завести в какое-нибудь непроходимое место: в болото, в воду, в непролазную чащу, в овраг, где делает с жертвой, что ему вздумается. Например, в одной истории блуд в образе женщины водит мужчину до полуночи, а после заводит его в ров и там так бьёт, что мужчина погибает на следующий день. На Терском берегу Белого моря рассказывали, что блудь может подхватить и унести человека или животное, в дальнейшем он приносит их к близким, но если не успеть забрать их тут же, то он разорвёт их на мелкие кусочки. Зимой блуждания часто заканчиваются замерзанием жертвы. По некоторым представлениям, встреча с блудом могла предрекать несчастья.
В основном считалось, что блуд не имеет привязки и к какому-либо определённому месту:24, хотя рассказывали также, что есть такие локации, где шанс заблудиться больше, например, в Украинских Карпатах был лес, который так и назывался Блудник. Считалось также, что блуд «цепляется» в тех местах, где кто-то повесился, где было совершено убийство или где закопан задушенный матерью младенец или самоубийца. Согласно народным представлениям, человек может заблудиться как ночью, так и днём. В ряде случаев народ объяснял действие блуда сознательным или неосознанным нарушением запретов, правил поведения в некотором месте, хозяином которого является некий дух:26. Так, несмотря на то, что сельские жители традиционно много времени проводили в лесу, он всё же считался потенциально опасной, чужой территорией:26:157-158, в которой нужно вести себя как гость. Например, считалось, что нельзя в лесу переступать через поваленные деревья, наступать на сухие ветки и непонятные предметы:26; нельзя громко разговаривать, кричать и отвечать на крик:26, свистеть:32 и бегать:32. Блуждание могло начаться вследствие попадания на тропу, на след или в место, принадлежащее духу:26, касания камня, в котором он обитает (у поляков), наступания на «блудный корень» или «блудную траву» или переступание через них (у чехов).
Повсеместно распространены представления, что блуд может начать водить, если дорогу перейдёт баран, заяц:26, поп или женщина:26. Человек мог заблудиться, если выйдет из дома в «недобрый» час (минуту, секунду) или если перед уходом он будет проклят. Считалось, что особенно легко могут заблудиться пьяные, а также люди неблагоговейные и суеверные.

## Средства против блуждания

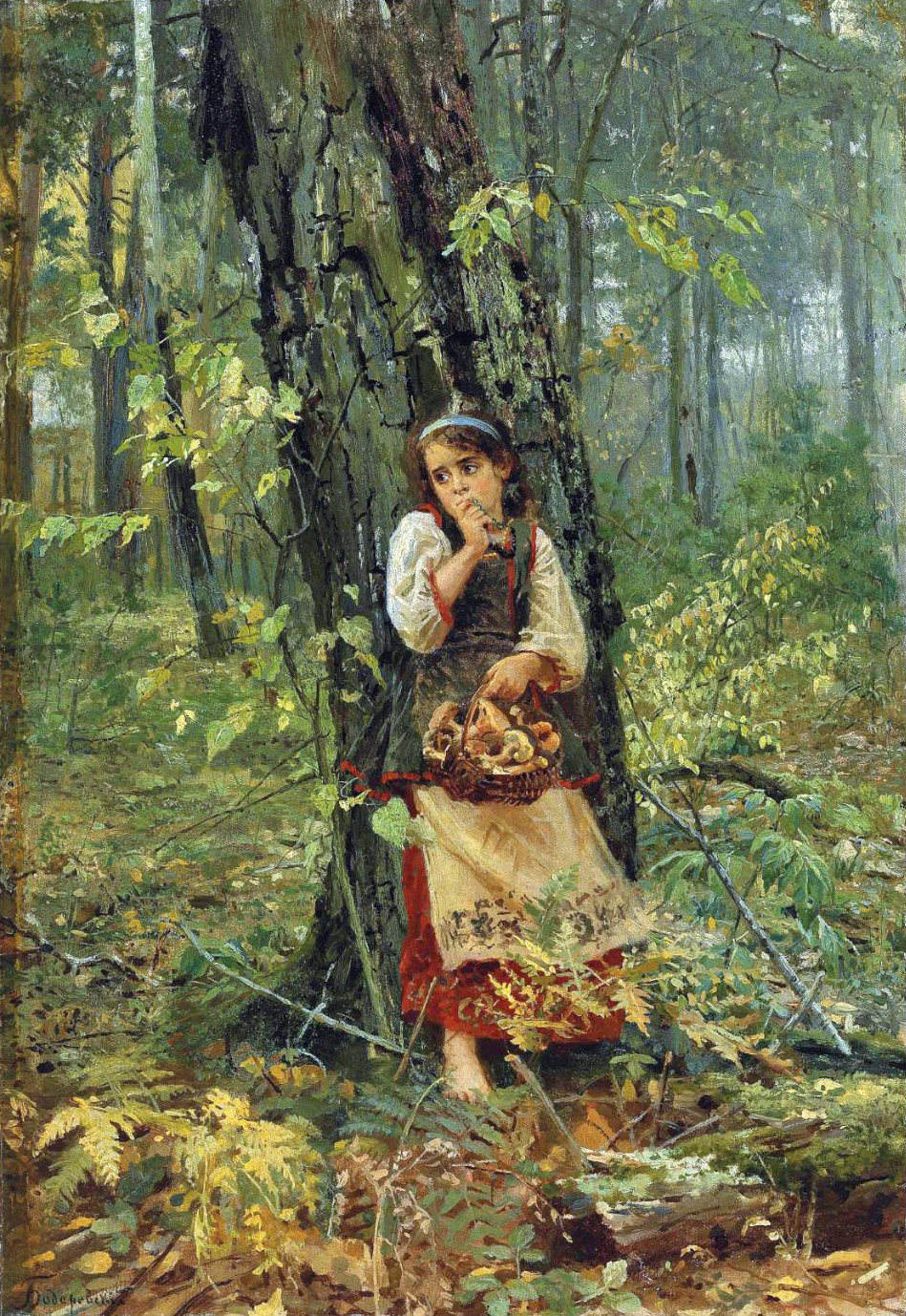
Николай Бодаревский. Глубоко в лесу. Около 1900 года

Чтобы не заблудиться, славяне традиционно рекомендовали при выходе из дома произвести одно из следующих действий: присесть (что, возможно, символизирует конец домашней стратегии поведения и переход к «чужому» пространству):27, 29, перекреститься:27, 29 либо помолиться:27, 29 (например, прочитать «Отче наш») либо произнести формулу-оберег (например: «Не сама я иду. Иисус Христос впереди, Божья Матерь позади, я — посередине. Что им — то и мне»:27). Также советовали вернуться назад перед выходом, чтобы возвратиться сюда и потом:29, или перед выездом трижды обойти воз (у лужичан). Считалось, что блуждание предотвращают взятые с собой вещи из металла:32, кусок хлеба (особенно так называемый забутній хлеб, то есть тот, который забыли в печи при выпечке), чеснок:32, конский помёт, положенный в башмак четырёхлистный клевер (у сербов). Считалось, что блуд не может повлиять на первенцев и тех, кто ест неочищенный чеснок. Если приходилось проезжать мимо могилы самоубийцы, то на неё необходимо было бросить ветку, камень или ком глины. Схожим образом в Черновицкой области, чтобы умилостивить блуд, кидали на определённые поляны в лесу ветки деревьев. В украинском Прикарпатье матери, когда искали у детей вшей на голове, пугали их, чтобы принудить сидеть спокойно, что если они не найдут парное количество вшей, то ребёнок заблудится.
Для избавления от блуда советовали вспомнить, на какой день недели в этом году выпадали Рождество:30, Благовещение или Пасха:30 и какие блюда тогда подавали, либо с кем блуждающий стоял рядом в этот день на праздничной службе, с кем ел первое пасхальное яйцо:30 либо яблоко в Рождественский сочельник (у чехов). Предлагалось также вспомнить, кто стоял по правую руку от заблудившегося во время причастия, какое евангелие читали в воскресенье (у лужичан), или день своего рождения и крещения. Все эти средства опираются на представления о магии сакрального начала. После советовали взять земли из-под ног и посыпать себе на голову:30. Рекомендовалось остановиться, сделать передышку — например лечь лицом вниз, или немного посидеть на пеньке:27, или подержать руки перед глазами либо сесть на землю с закрытыми глазами (у лужичан), в наиболее радикальной форме — раздеться, лечь и заснуть или имитировать сон (возможно, просыпание в таком случае символизирует начало нового, «чистого» времени):27-28. Блуждающий мог посмотреть внутрь обуви:28, заткнуть юбку за пояс, снять один башмак и кинуть его за спину (у чехов) или сделать девять деревянных крестиков и бросить их перед собой. Если человек ехал на волах, предлагалось поскидывать с возу все верёвки. Существовали поверья, что от блуждания можно избавиться с помощью еды: поесть хлеба (у белорусов и моравов), или на Пасху съесть освящённый хрен, а когда заблудишься, то произнести: «Святой хрен, выведи меня на дорогу» (Черниговская область) либо «Хрен его знает, где я хожу». Также можно попробовать откупиться от вызывающего блуждание духа едой либо водой или пообещать ему вознаграждение:27.
Традиционно от действия вызывающей блуд нечистой силы помогало перекрещивание, молитва, вспоминание Бога либо же, наоборот, грубая брань:29 и произнесение бессмысленных фраз, например, «Приди вчера!»:29 (неправильное состояние исправлялось неправильным действием):29. Также можно переодеть наизнанку, задом наперёд или слева направо всю свою одежду и/или обувь или отдельные её предметы или согнуться и посмотреть себе между ног (возможно, со словами «Мне туда дорога»):28. В одной буковинской истории человек смог избавиться от чар блуда, начав собирать его следы на заснеженном поле. Упоминается и такой способ: нужно отвести руки назад и сказать: «Шо перше — на небі, шо друге — двоє очів в голові, шо третє — трійця в церкві, шо четверте — штири колеса воза, шо п’єте — п’ять пальців на руках, шо шосте — курашка на небі, шо семе — де є сім дівок, своя вечерниця, шо є восьме, — де є вісім хлопців, — свої косарі, шо дев’єте — за девіть грейцарів купив у дурня вепря», на что рассерженный дух ответит: «На ше тобі запрашки до юшки».
«Вождению» приписывали и случаи пропажи людей и скота. Помочь вернуть заблудившегося могли колдуны, молитвы близких, особым образом отслуженные молебны, выкрикивание имени пропавшего в дымоход.